# Les Beaux Parleurs
 (mai 2022).
Si vous disposez d'ouvrages ou d'articles de référence ou si vous connaissez des sites web de qualité traitant du thème abordé ici, merci de compléter l'article en donnant les références utiles à sa vérifiabilité et en les liant à la section « Notes et références ».
Les Beaux Parleurs est un jeu télévisé québécois en 165 épisodes de 25 minutes animé par Patrice L'Écuyer basé sur le principe de l'émission américaine Street Smarts, et diffusé entre le 10 septembre 2001 et le 30 mai 2002 à la Télévision de Radio-Canada.

## Concept
Deux personnes en studio doivent deviner si des personnes questionnés dans la rue ont donné une bonne ou une mauvaise réponse à des questions posées par l'animateur pendant quatre tours de jeu.

## Récompenses
- Prix MetroStar 2002 dans la catégorie Animateur d’émissions de jeux pour Patrice L'Écuyer